# The Calling
The Calling var et alternativt rockband fra USA fra 2000-2005.
Gruppen blev dannet i Los Angeles, Californien af de to guitarister Alex Band og Aaron Kamin. Musikken er bygget op omkring guitarspil og Alex Band's vokal.
Gruppen fik deres gennembrud i 2002 med sangen "Whereever You Will Go" fra  albummet "Camino Palmero". 
I 2004 udgav The Calling sit andet album "Two" og et år senere valgte gruppen at tage en pause. Alex Band har siden påbegyndt en solokarriere.

## Diskografi

### Album
- Camino Palmero (2001)
- Two (2004)

### Singler
Fra Camino Palmero:
- "Wherever You Will Go" (2002)
- "Adrienne" (2002)
- "Could It Be Any Harder" (2002)

Fra Daredevil Soundtrack:
- "For You"

Fra Two:
- "Our Lives" (2004)
- "Things Will Go My Way" (2004)
- "Anything" (2004/5)